# Franz Schulz (Politiker, 1948)

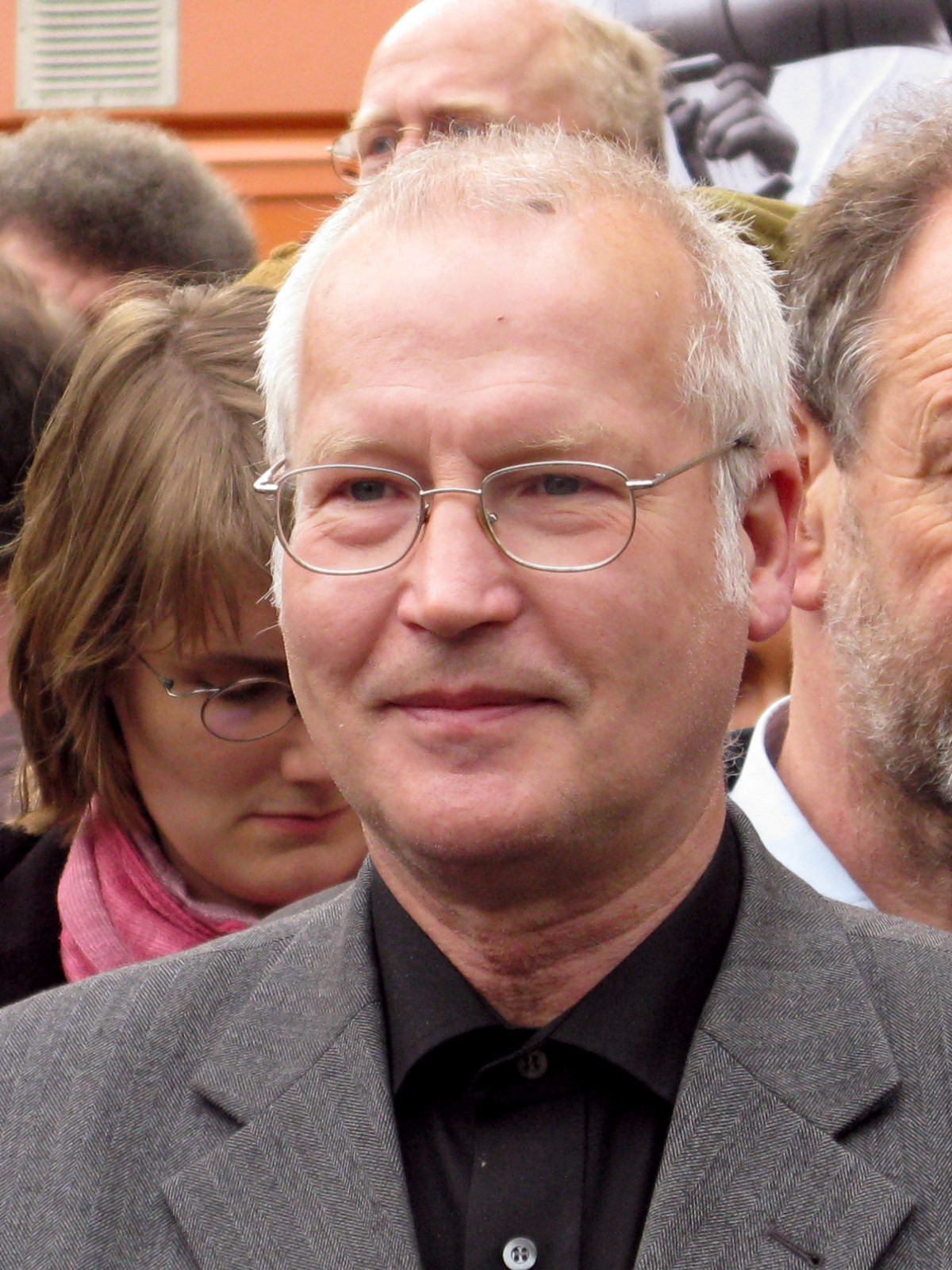
Franz Schulz

Franz Schulz (* 1. August 1948 in Aschaffenburg) ist ein deutscher Politiker von Bündnis 90/Die Grünen und war von 2006 bis 2013 Bezirksbürgermeister des Berliner Bezirks Friedrichshain-Kreuzberg.

## Lebenslauf
Nach seiner Lehre als Fotolithograf und der Kriegsdienstverweigerung arbeitete Schulz in seinem erlernten Beruf. Später studierte er Kunst an der Werkkunstschule Darmstadt. In Frankfurt am Main machte er im zweiten Bildungsweg auf dem Abendgymnasium für Berufstätige sein Abitur.
Ab 1975 studierte Schulz Physik in Konstanz, danach in Berlin, wo er 1985 am Fritz-Haber-Institut der Max-Planck-Gesellschaft zum Thema Metallelektronischer Beitrag zur differentiellen Kapazität der Metall-Elektrolyt Grenzschicht promovierte. 1978/79 war Franz Schulz Mitgründer der wissenschafts- und technikkritischen Zeitung Wechselwirkung. 1987 gründete er in Berlin-Schöneberg eine GmbH im EDV-Bereich. Weitere Tätigkeiten übte er bei einem Umweltplanungsprojekt, der Bundesanstalt für Materialforschung und -prüfung und im Umweltamt Spandau aus.
Franz Schulz lebt in Berlin und hat einen Sohn.

## Politische Karriere
Franz Schulz trat 1990 in die Berliner Alternative Liste ein, ab 1992 war er Mitglied der Bezirksverordnetenversammlung in Kreuzberg. Dort war er von 1993 bis 1995 Fraktionsvorsitzender der Bündnisgrünen.
Am 15. März 1996 wurde Schulz zum Bezirksbürgermeister von Kreuzberg gewählt. Dieses Amt übte er bis zum 31. Dezember 2000 aus, am Tag danach fand die Zusammenlegung des Bezirks mit dem Bezirk Friedrichshain zum neuen Bezirk Friedrichshain-Kreuzberg statt. Von 2001 bis 2006 war er Bezirksstadtrat für Stadtentwicklung und Bauen.
Seit dem 6. November 2006 war Franz Schulz Bezirksbürgermeister von Friedrichshain-Kreuzberg und zugleich Leiter der Abteilung Stadtentwicklung, Personal und Gleichstellung bzw. seit dem 7. Dezember 2011 der Abteilung Finanzen, Personal und Stadtentwicklung. Im Juli 2011 eröffnete die Staatsanwaltschaft Berlin ein Ermittlungsverfahren gegen Schulz wegen Verstoßes gegen das Versammlungsgesetz. Anlass war seine Teilnahme an der Blockade einer Pro-Deutschland-Wahlkundgebung im ehemaligen Kreuzberger Rathaus.
Am 31. Juli 2013 endete sein Amt als Bezirksbürgermeister automatisch mit Erreichen des 65. Lebensjahres, hätte aber von der Bezirksverordnetenversammlung verlängert werden können. Franz Schulz stand nach eigener Aussage aus gesundheitlichen Gründen nicht mehr für eine Wahl zur Verfügung, seine Nachfolgerin wurde Monika Herrmann (ebenfalls Grüne).